# Egyptens fotbollsförbund
Egyptens fotbollsförbund (arabiska: الاتحاد المصري لكرة القدم) ordnar med den organiserade fotbollen i Egypten. Förbundet bildades 1921, och anslöts till Fifa 1923.